# Betlemitani

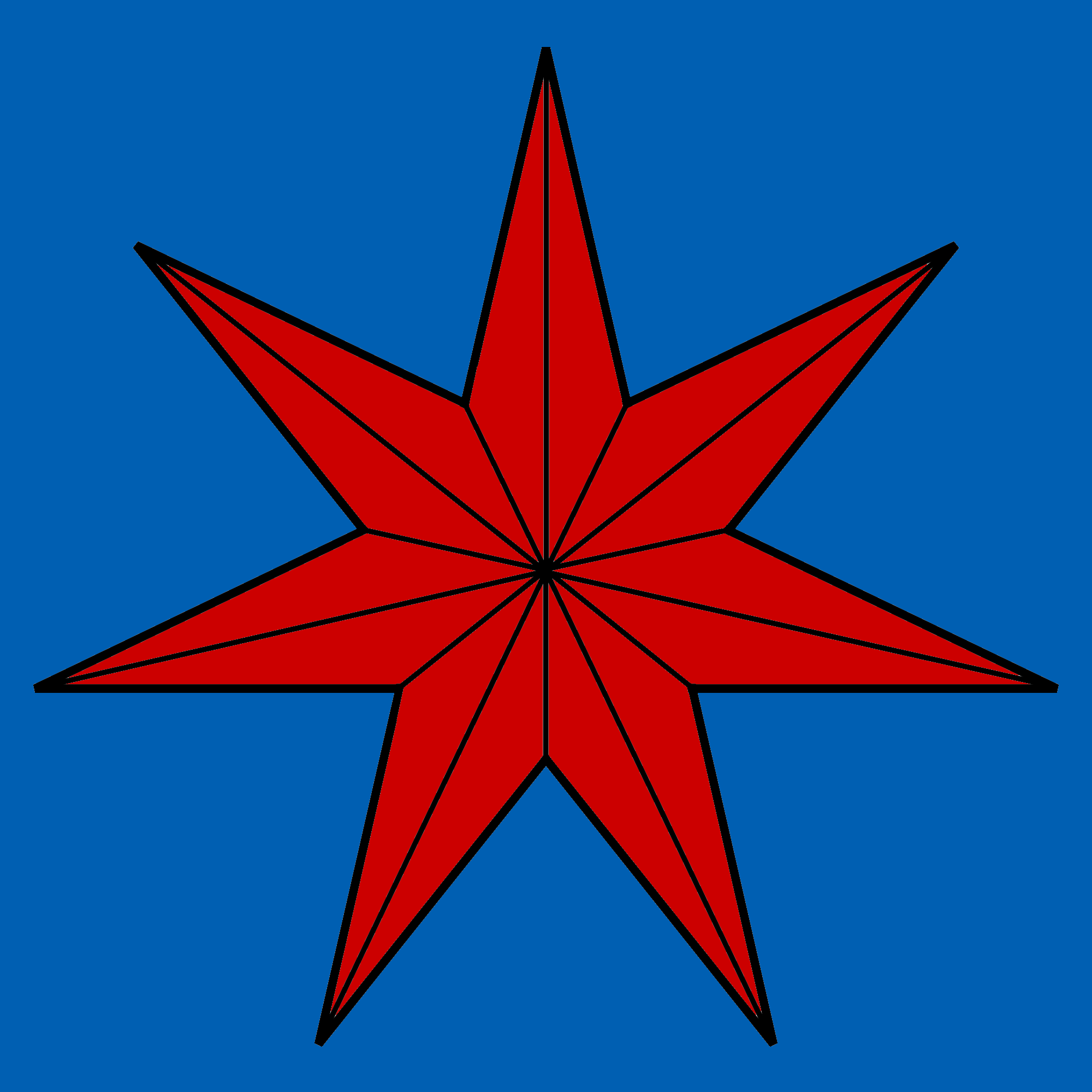
Simbolo dell'ordine

I Betlemitani o Ordine militare dei crociferi con stella rossa in campo blu era un ordine ospedaliero militare attivo dal XII al XV secolo.
L'ordine nasce in Terra santa sotto la giurisdizione del vescovo di Betlemme e non deve essere confuso né con l'Ordine di Santa Maria di Betlemme, fondato da papa Pio II nel 1459, né con quello di Nostra Signora di Betlem, citato come ordine illegittimo dall'Osservatore Romano. Non bisogna confondere nemmeno l'atto, voluto da papa Innocenzo VIII, di cessione dei beni betlemiti ai Giovanniti: tale atto, che non deve intendersi nemmeno come soppressione, riguarda l'Ordine di Santa Maria di Betlemme di cui prima, fondato dal Pontefice predecessore.
A monsignor Giuseppe Vallerga di Loano, primo Patriarca latino di Gerusalemme, va il merito di aver fondato il seminario di Betlemme.
Non a caso, Varazze ebbe la presenza di molti vescovi betlemitani dal 1100 al 1400, in seguito alla cacciata degli stessi dalla Terra Santa.
Nella diocesi di Asti del XII secolo, grazie anche all'incoraggiamento del vescovo Landolfo di Vergiate, l'ordine era ben sviluppato, per l'amministrazione della chiesa di San Giorgio e di San Pancrazio in città, quella di Gamalero e l'ospedale di Quattordio. L'ordine era ancora presente nel XV secolo. Compare in alcuni atti la proprietà di una domus presso Barcellario (San Paolo Solbrito). 